# Сендреи, Юлия
Юлия Сендреи (венг. Szendrey Júlia, 29 декабря 1828 года, Кестхей, Королевство Венгрия — 6 сентября 1868 года, Пешт, Австро-Венгрия) — венгерская поэтесса и переводчица. Жена известного венгерского поэта Шандора Петёфи.

## Биография

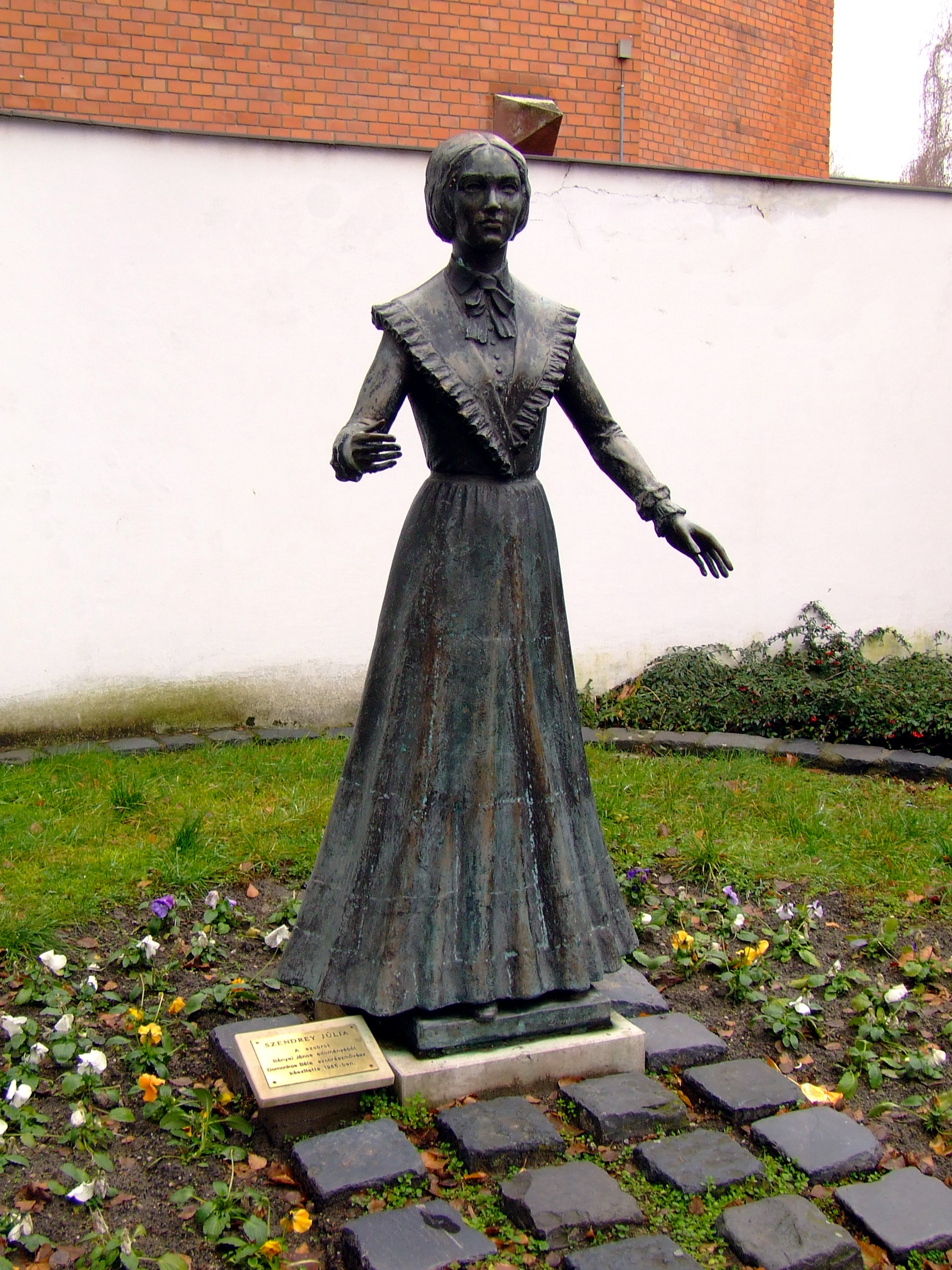
Памятник в Кишкёрёше

Юлия Сендреи родилась в Кестхее 29 декабря 1828 года в семье управляющий фермой для различных дворянских семей. Её матерью была Анна Галович. Юлия получила хорошее образование, обучаясь в Пеште в институте для дочерей богатых семей. Она свободно владела иностранными языками, играла на фортепиано, любила танцевать, однако не любила устраивать вечеринки и демонстрировать свой талант другим. Больше всего ей нравилось читать стихи и книги Генриха Гейна, Жорж Санд и других.
Будучи образованной дамой, увлекавшейся литературой и поэзией, она сразу же влюбилась в Шандора Петёфи, когда они встретились в Надькароли в 1846 году. Несмотря на противодействие со стороны её семьи, они поженились через год в Ардуде. Когда разразилась венгерская революция 1848 года, Петефи тоже вступил в армию и перевез свою семью в Дебрецен. Их сын Золтан родился 15 декабря 1848 года.
Когда Шандор Петёфи исчез во время войны, а затем был объявлен мертвым, Юлия не могла поверить и смириться. Она поехала в Трансильванию искать его. Затем обратилась с просьбой разрешить поездку в Турцию, надеялась там найти своего мужа. Но Юлии отказали в выезде за границу. Она в отчаянии обратилась к надежному другу историку Арпаду Хорвату за поддержкой. Они поженились в 1850 году, на что тогда смотрели неодобрительно, и в течение десятилетий Шендрей подвергалась стигматизации за свое решение снова выйти замуж, а также за различные слухи, связанные с её поведением, подпитываемые писаниями и стихами таких известных литературных деятелей, как Арань Янош. Возможно, она вышла за него замуж в поисках защиты. Спустя десятилетия после её смерти её давно потерянный дневник был восстановлен и частично опубликован, развеяв прежние обвинения.
Сендреи родила Хорвату четверых детей, в то время как её отношения с первенцем Золтаном ухудшились, поскольку молодой человек все больше жил своей жизнью, как и его отец Петёфи. В конце концов он умер очень молодым от туберкулёза в 1870 году. В 1850-е годы Сендреи написала несколько стихотворений, перевела несколько сказок Ганса Христиана Андерсена.

## Последние годы жизни
Её второй брак тоже закончился трагедией. У неё обнаружили рак шейки матки, и вдруг в 1867 году она решила расстаться с мужем и переехала в небольшую квартиру в Пеште, которую финансировал её отец. В своем дневнике она писала, что её второй муж не был ей верен, и он заставлял её выполнять «супружеский долг» даже после того, как врач предупредил его, что она больна. Она умерла в этой маленькой квартирке в 1868 году, на смертном одре она продиктовала письмо своему отцу, которое гласило: «отец сказал, что я буду несчастна с Шандором. Ни одна женщина ещё не испытывала такого счастья, какое я испытывала, когда была вместе со своим Шандором. Я была его королевой, он обожал меня, а я обожала его. Мы были самой счастливой парой в мире, и если бы судьба не вмешалась, мы были бы ещё такими».
Прочитав её письмо, в котором она призналась в проступках мужа, отец не позволил Хорвату присутствовать на похоронах. Через 60 лет после смерти Петёфи она была похоронена вместе с остальными членами семьи Петёфи на кладбище Керепеши, на могиле написали её имя при рождении и как жену Шандора Петёфи, хотя она умерла как супруга Хорвата Арпада.

## Память
В Венгрии есть несколько статуй Юлии Сендреи. В 2018 году её статуя была установлена в Копенгагене у здания посольства Венгрии.